# Ясенець білий
Ясенець бі́лий (Dictamnus albus) — рідкісна багаторічна рослина родини рутових. Народна назва — неопали́ма купина. Лікарська і декоративна культура.

## Опис
Трав'яниста рослина 50-120 см заввишки, криптофіт. Кореневище коротке. Стебла прямі, поодинокі або розгалужені, розсіяно й коротко опушені, у нижній частині голі, з черговими непарнопірчастими листками. Листочків 7-9, шкірястих, довгасто-еліптичних, по краю дрібно-хрящуватопилчастих, 3-4 см завдовжки й 1-3 см завширшки. Суцвіття китицеподібне. Квітки зигоморфні, зібрані у багатоквіткові негусті китиці. Чашечка 5-роздільна, залозиста, неопадна. Пелюсток 5, пурпурових, дуже рідко білих, з темними фіолетовими прожилками, 2,6-2,8 см завдовжки. Плід — 5-лопатева коробочка. Насінини грушоподібні, чорні, блискучі.
Квітне у травні-липні, плодоносить у липні-серпні. Розмножується насінням.

## Хімічний склад
Усі частини рослини містять алкалоїди диктамнін, фагарин, а також диктамнолактон, гіркі речовини, сапоніни, фурокумарини та ефірну олію.
В тиху сонячну погоду навколо квітучого ясенця скупчується багато випарів. Коли піднести запаленого сірника, вся рослина спалахує жовтими і синіми вогниками, проте залишається цілою. Зареєстровано чимало опіків шкіри на руках і ногах, загального отруєння у людей, які збирали ясенець для букетів. Цілком можливо, що леткі виділення служать для віднадження комах і травоїдних тварин для алелопатичного впливу на оточуючі рослини.

## Умови місцезростання
Зарості термофільних чагарників на схилах, узлісся світлих дубових лісів, лучно-степові угруповання. В угрупованнях союзів Geranion sanguinei (кл. Trifolio-Geranietea), Prunion fruticosae (кл. Rhamno-Prunetea), Quercion pubescenti-petraeae, Aceri tatarici-Quercion(кл. Quercetea pubescenti-petraeae), рідше у степових угрупованнях кл. Festuco-Brometea. Мезоксерофіт, факультативний кальцефіл.

## Чисельність та структура популяцій
Трапляється спорадично, невеликими локальними популяціями від кількох десятків до кількох сотень особин. Популяції відносно стабільні, повночленні. Має високу насіннєву продуктивність. Зменшення чисельності в популяціях спостерігається лише в місцях з інтенсивним господарським використанням.

## Причини зміни чисельності
Безпосереднє знищення локалітетів унаслідок освоєння територій: створення кар'єрів, будівництво, лісові культури з інтродукованих видів, нерегульований випас, викошування та випалювання старики пізно навесні.

## Поширення
Південно-середньоєвропейський вид на північних та східних межах поширення. Середземномор'я, південь Середньої Європи. В Україні — на Подільській височині, Закарпатті, у Пн.-Зх. Причорномор'ї. Адміністративні регіони: Житомирський, Івано-Франківський, Тернопільський, Закарпатський, Чернівецький, Хмельницький, Вінницький, Одеський, Миколаївський.

## Режим популяцій та заходи з охорони
Охороняють у ПЗ «Медобори», НПП «Подільські Товтри», РЛП «Дністровський каньйон», ряді заказників та пам'яток природи. Необхідно забезпечити моніторинг популяцій. Заборонено руйнування екотопів, збирання рослин і заготівля насіння. Вирощують у Національному ботанічному саду ім. М. М. Гришка НАН України, Кам'янець-Подільському ботанічному саду та ботанічному саду Львівського національного університету ім. І. Франка.

## Господарське та комерційне значення
Декоративне. Під час цвітіння рослина викликає опіки шкіри.
Рослина неофіцинальна, втім застосовується в народній медицині. Для виготовлення ліків використовують траву (Herba Dictamni albi) і коріння ясенця (Radix Dictamni albi). Траву заготовляють під час цвітіння рослини, корені — восени, після дозрівання плодів. Збирати траву треба в гумових рукавицях, бо доторкання рослини до відкритих ділянок тіла спричинює дерматит (алергічна реакція настає через 10—15 годин), а в тяжчих випадках — опіки у вигляді водянистих пухирців. Перша допомога у випадку, якщо контакт відкритих ділянок тіла з ясенцем відбувся,— обмити водою уражені ділянки тіла в найближчі 30—40 хвилин після зіткнення з рослиною. Зібрану сировину розстилають тонким шаром на папері чи тканині й сушать у затінку на вільному повітрі або в провітрюваному приміщенні. Штучне сушіння проводять при температурі, не вищій за 35°. Готову сировину зберігають у добре закритих банках або бляшанках у сухому приміщенні.
Препарати ясенця підвищують діурез, заспокійливо діють на центральну нервову систему, виявляють еменагогічну, діафоретичну і глистогінну дію. Вони вважаються ефективним засобом для лікування циститів, пієлітів, нирковокам'яної хвороби і ревматизму, у випадку альго-олігоменореї, при епілепсії та істерії. Чай з трави ясенця (1 чайна ложка сировини на день) вживають при гарячкових станах (температурознижуючий ефект), а настойку з коріння — при гіпертонії. При зовнішньому застосуванні препарати ясенця є ефективним засобом при екземах, лишаях, розширенні вен, гніздовій плішивості та облисінні.

### Лікарські форми і застосування
Внутрішньо застосовують:
- настій трави (1 чайну ложку сировини заливають склянкою окропу, настоюють до охолодження, проціджують) по півсклянки 2 рази на день (зранку і ввечері);
- відвар коріння (1 чайну ложку сировини варять 5 хвилин в 400 мл окропу, охолоджують, проціджують) по півсклянки 3 рази на день до їди;
- настойку коріння (готують на 70%-ному спирті у співвідношенні 1:10) по 40—50 крапель 3 рази на день.

Зовнішньо застосовують компреси, примочки з відвару коріння (готують, як у попередньому прописі).

### У харчуванні
У Грузії листки і квіти неопалимої купини вживають як сильну приправу до закусок. Таку присмаку називають ргвалі-цамалі.

## Галерея

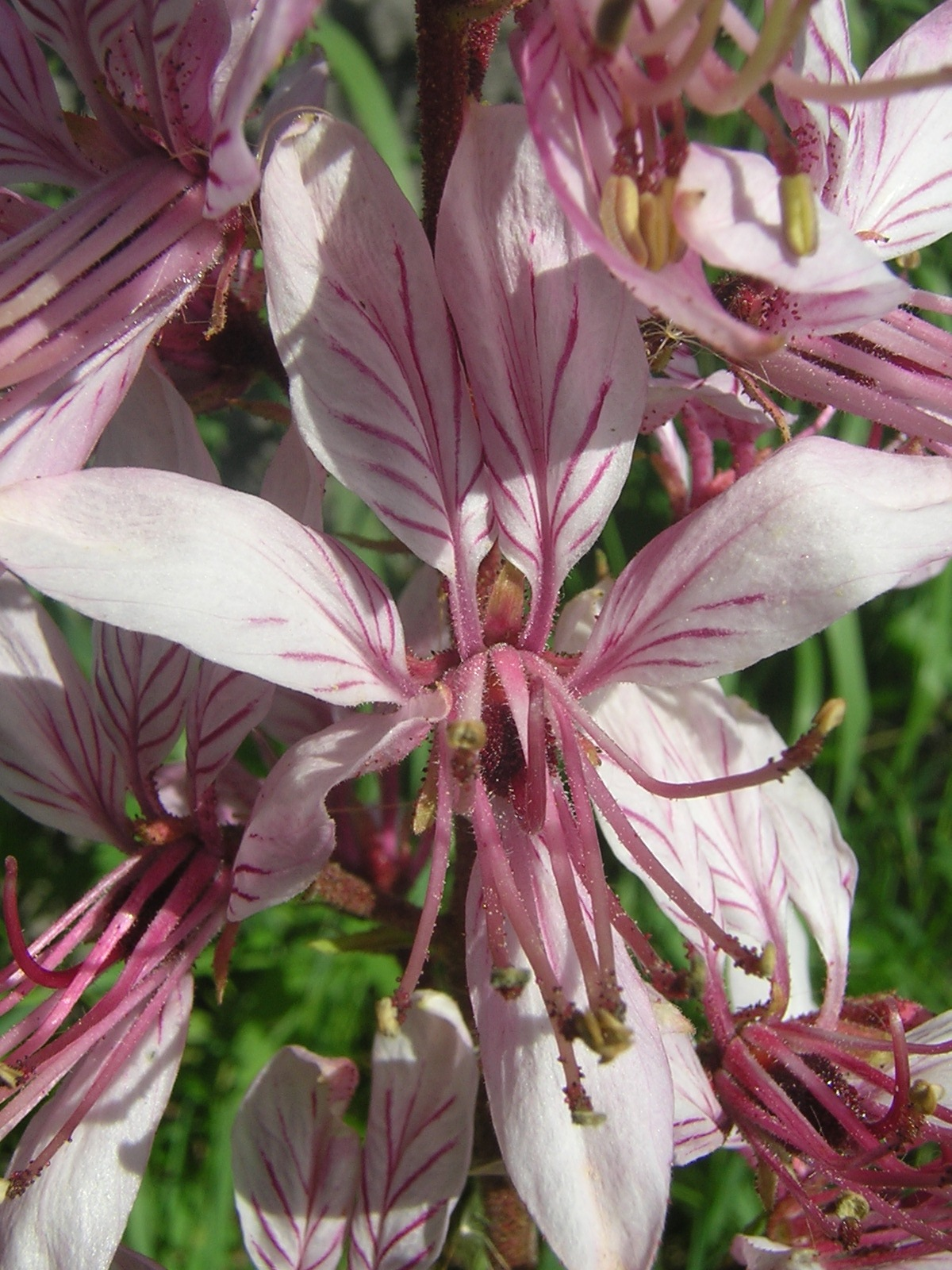
Квітка
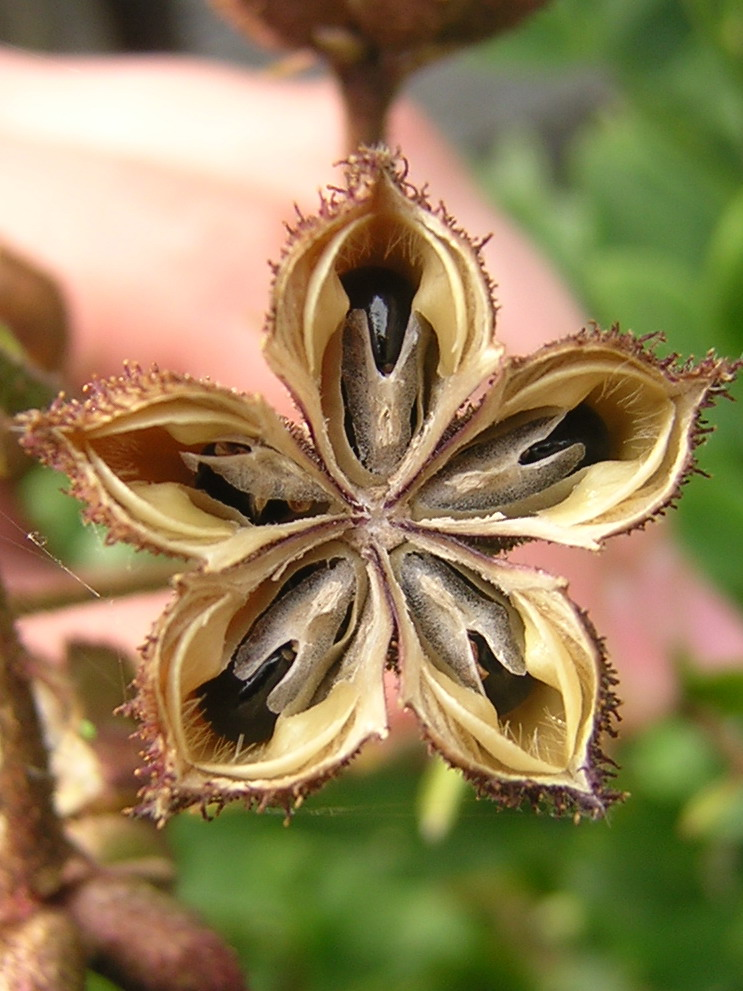
Плід
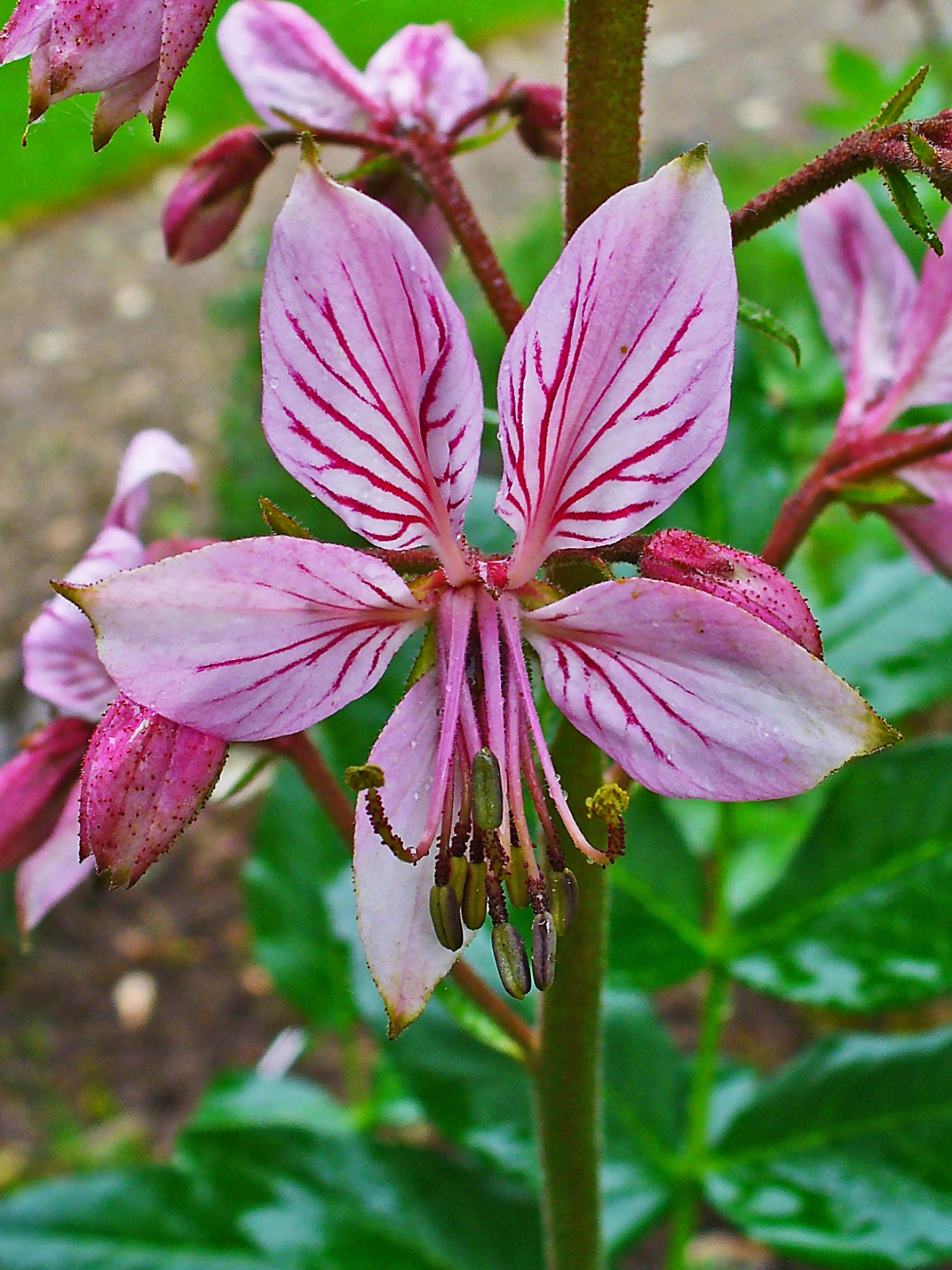
Квітка ясенця білого
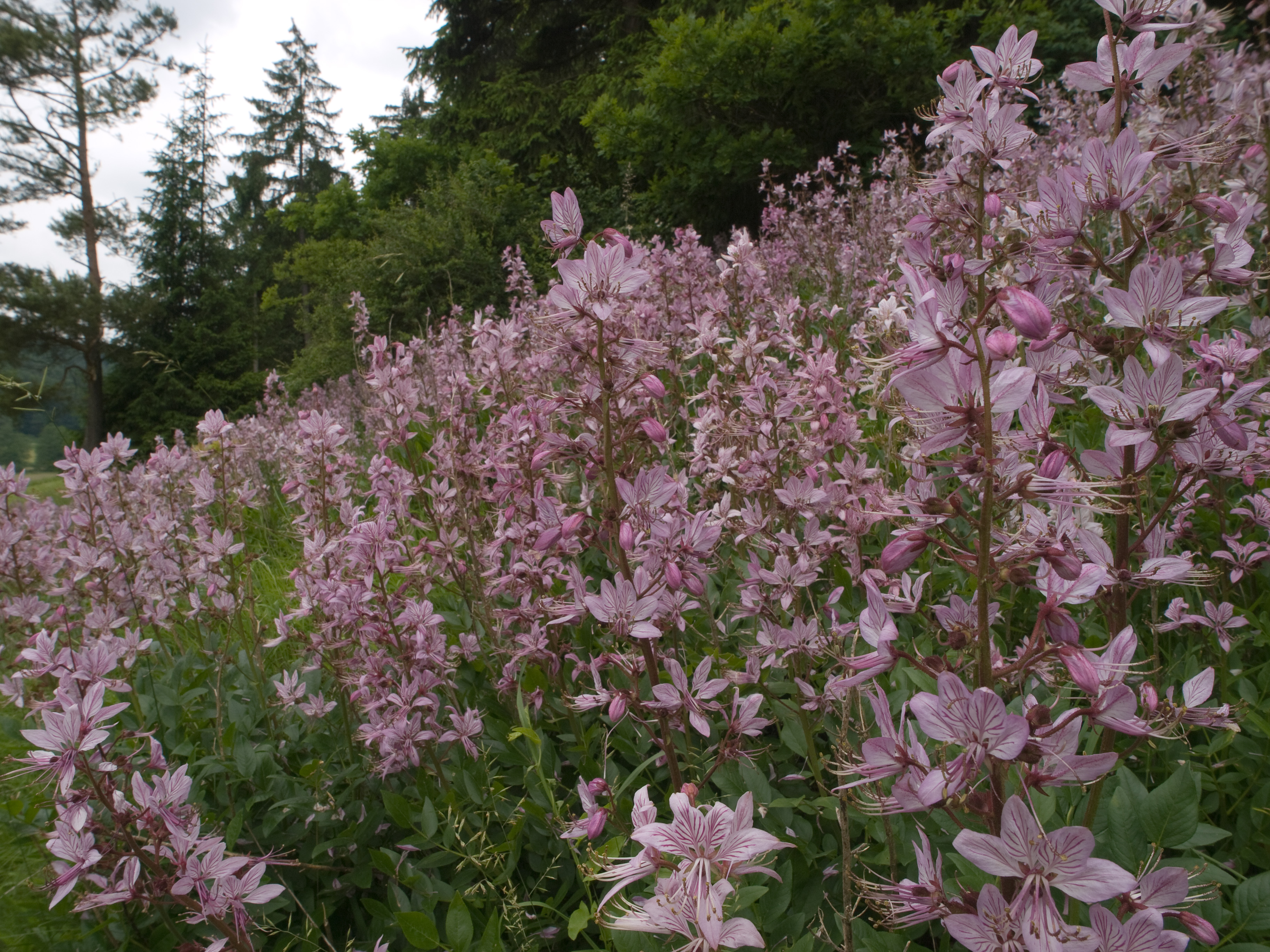
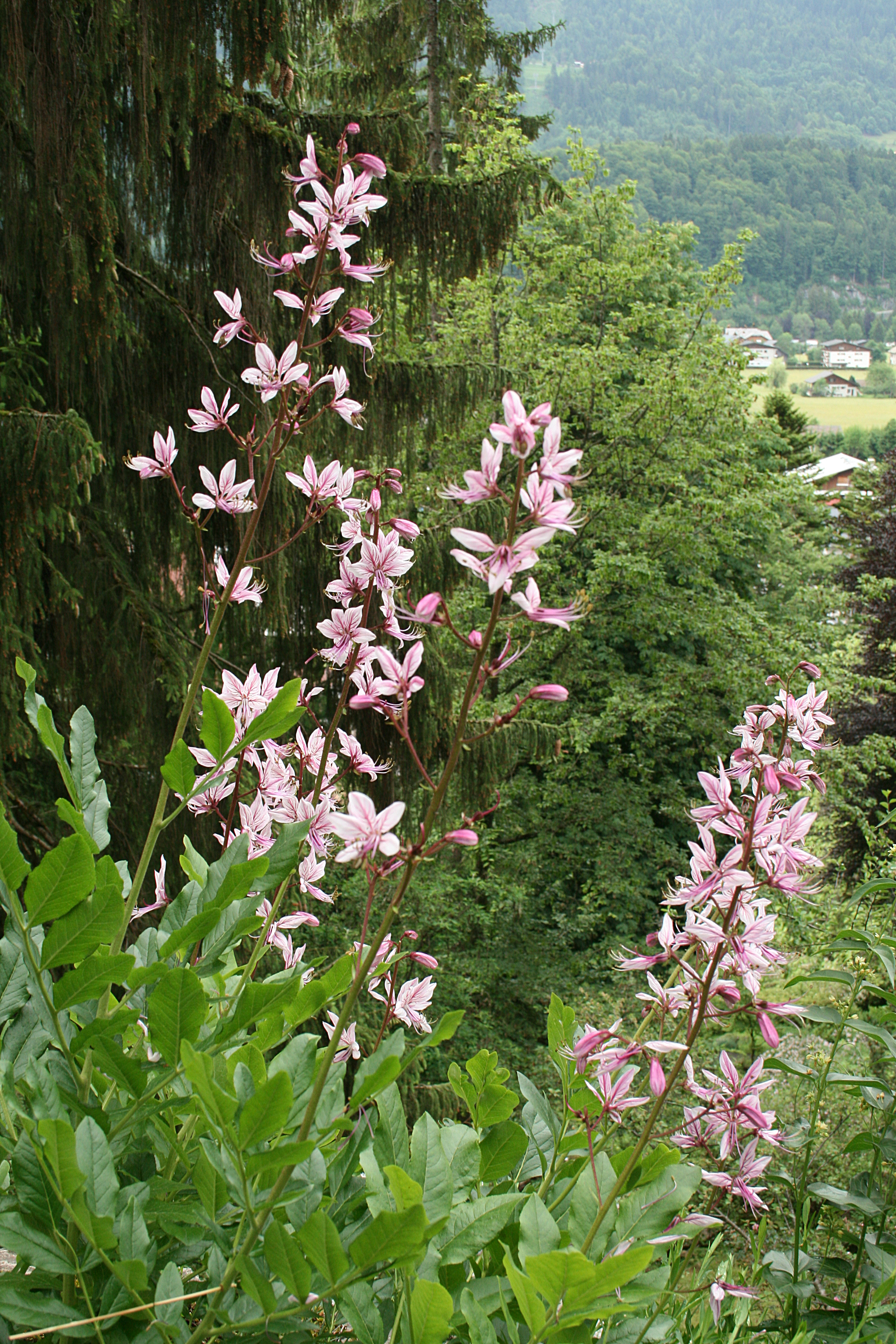
Квіти
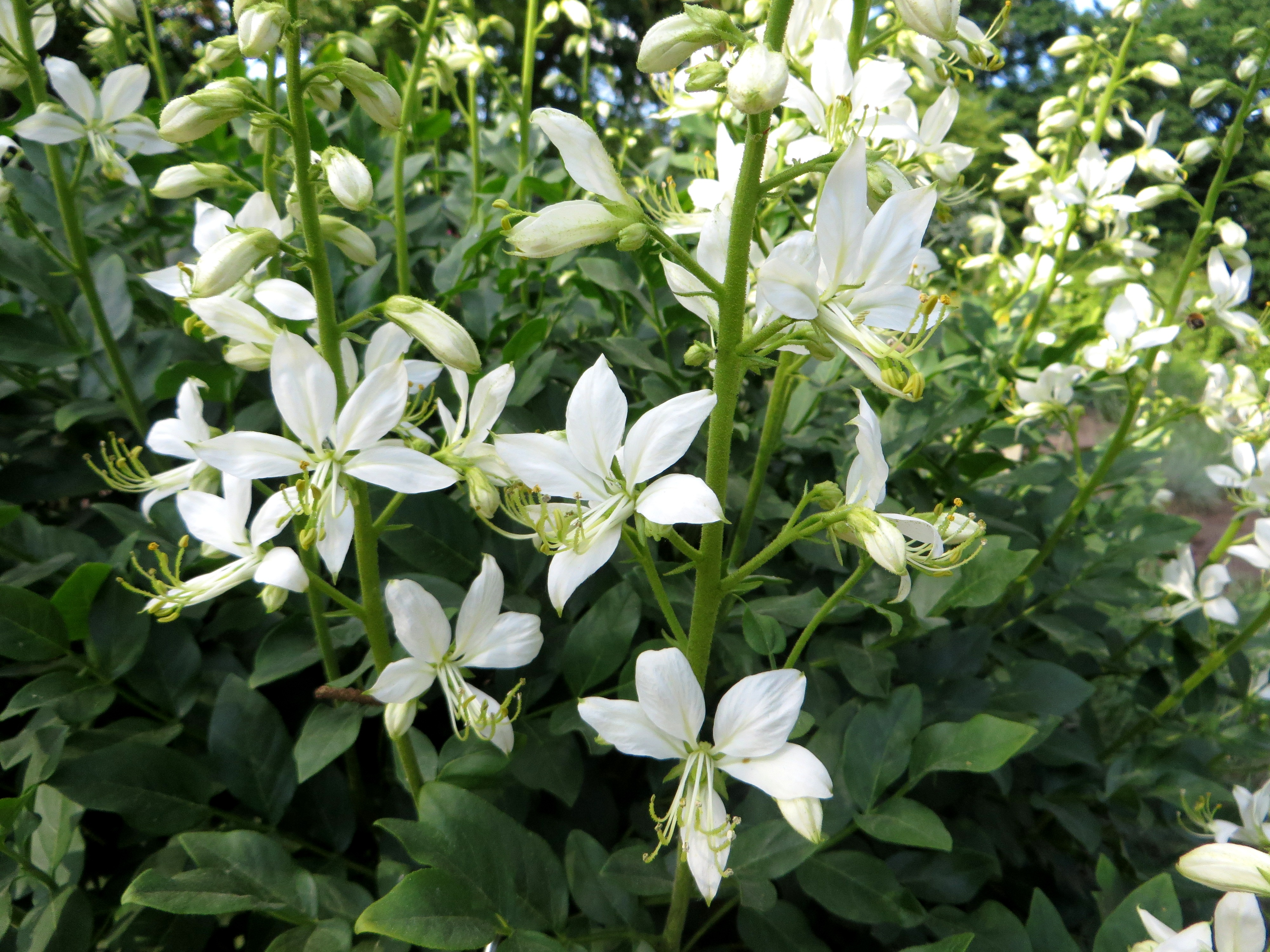
Декоративний сорт з білими квітами